# Carlia schmeltzii
Carlia schmeltzii är en ödleart som beskrevs av  Peters 1867. Carlia schmeltzii ingår i släktet Carlia och familjen skinkar. Inga underarter finns listade.